# Sjöbergasjön
Sjöbergasjön är en sjö i Hässleholms kommun och Hörby kommun i Skåne och ingår i Helge ås huvudavrinningsområde. Sjön är 2,7 meter djup, har en yta på 0,278 kvadratkilometer och befinner sig 104,9 meter över havet. Vid provfiske har bland annat abborre, braxen, gädda och löja fångats i sjön.

## Delavrinningsområde
Sjöbergasjön ingår i det delavrinningsområde (620859-136912) som SMHI kallar för Ovan 620925-137334. Medelhöjden är 109 meter över havet och ytan är 63,17 kvadratkilometer. Det finns inga avrinningsområden uppströms utan avrinningsområdet är högsta punkten. Vramsån som avvattnar avrinningsområdet har biflödesordning 2, vilket innebär att vattnet flödar genom totalt 2 vattendrag innan det når havet efter 51 kilometer. Avrinningsområdet består mestadels av skog (48 %), öppen mark (14 %) och jordbruk (29 %). Avrinningsområdet har 1,23 kvadratkilometer vattenytor vilket ger det en sjöprocent på 1,5 %.

## Fisk
Vid provfiske har följande fisk fångats i sjön:
- Abborre
- Braxen
- Gädda
- Löja
- Mört
- Ruda
- Sarv
- Sutare